# 아리스 인 보더랜드
《아리스 인 보더랜드》(일본어: 今際の国のアリス)는 넷플릭스에서 2020년 12월부터 방영된 일본의 공상 과학, 서스펜스 스릴러 드라마이다.